# Кампобело ди Мацара
Кампобело ди Мацара (итал. Campobello di Mazara) је насеље у Италији у округу Трапани, региону Сицилија.
Према процени из 2011. у насељу је живело 9883 становника. Насеље се налази на надморској висини од 109 м.

## Становништво
| 1936.  | 1951.  | 1961.  | 1971.  | 1981.  | 1991.  | 2001.  | 2011.  |
| ------ | ------ | ------ | ------ | ------ | ------ | ------ | ------ |
| 10.451 | 11.806 | 12.103 | 11.855 | 12.449 | 12.570 | 11.270 | 11.580 |